# Evolution (The Hollies)
Evolution è un album in studio del gruppo musicale britannico The Hollies, pubblicato nel 1967.

## Tracce
Tutti i brani sono stati scritti da Allan Clarke, Tony Hicks e Graham Nash.

Side 1
1. Then the Heartaches Begin – 2:48
2. Stop Right There – 2:28
3. Water on the Brain – 2:27
4. Lullaby to Tim – 3:04
5. Have You Ever Loved Somebody? – 3:04
6. You Need Love – 2:32

Side 2
1. Rain on the Window – 3:16
2. Heading for a Fall – 2:23
3. Ye Olde Toffee Shoppe – 2:22
4. When Your Light's Turned On – 2:37
5. Leave Me – 2:30
6. The Games We Play – 2:46

## Versione statunitense
La versione statunitense del disco è intitolata anch'essa Evolution ed è stata pubblicata da Epic Records nel giugno 1967.

### Tracce
Side 1
1. Carrie Anne – 2:54
2. Stop Right There – 2:23
3. Rain on the Window – 3:10
4. Then the Heartaches Begin – 2:41
5. Ye Olde Toffee Shop – 2:16

Side 2
1. You Need Love – 2:27
2. Heading For a Fall – 2:15
3. Games We Play – 2:45
4. Lullaby to Tim – 2:57
5. Have You Ever Loved Somebody? – 2:57

## Formazione
- Allan Clarke – voce, armonica
- Tony Hicks – chitarra, voce
- Graham Nash – chitarra, voce
- Bobby Elliott – batteria
- Bernie Calvert – basso